# 达里亚瓦德
达里亚瓦德（Dhariawad），是印度拉贾斯坦邦Udaipur县的一个城镇。总人口10494（2001年）。

## 人口
该地2001年总人口10494人，其中男性5379人，女性5115人；0—6岁人口1599人，其中男824人，女775人；识字率67.99%，其中男性为76.07%，女性为59.49%。